# Schierberg
Die Schierberg ist ein 140 m ü. NHN hoher Berg nordwestlich von Wallenhorst in Niedersachsen.

## Lage
Der bewaldete Schierberg liegt rund 700 m südlich des lang gestreckten und fast durchgängig bewaldeten Hauptkammes des Wiehengebirges. Der Hauptkamm nördlich des Schierbergs wird Penter Egge genannt; die Penter Egge ist ein westlicher Sporn der Schleptruper Egge und gilt manchen als westlicher Abschluss des Wiehengebirges. Unmittelbar östlich verläuft die hier autobahnähnlich ausgebaute Bundesstraße 68. Nach Westen fällt das Gebiet weiter zum Stichkanal Osnabrück bzw. Hasetal weiter ab. Südlich und östlich entspringen Zuflüsse des Penter Bachs und des Wallenhorster Bachs. Das Gebiet ist daher Teil des Einzugsgebietes der Hase. Der Berg wird manchmal zum Naturraum Wiehengebirge zählt; im Handbuch der naturräumlichen Gliederung Deutschlands wird er jedoch bereits zum Osnabrücker Hügelland gezählt.